# Xiandi
Imperador Xiandi de Han (Luoyang, 181 – 21 de abril de 234) foi o 14º e último imperador da dinastia Han Oriental na China. Ele reinou de 28 de setembro de 189 a 11 de dezembro de 220.

## Vida
Liu Xie era filho de Liu Hong (Imperador Ling) e meio-irmão mais novo de seu predecessor, Liu Bian (Imperador Shao). Em 189, aos oito anos de idade, ele se tornou imperador depois que o senhor da guerra Dong Zhuo, que havia assumido o controle do governo central Han, depôs o imperador Shao e o substituiu por Liu Xie. O recém-entronizado Liu Xie, historicamente conhecido como Imperador Xian, era na verdade um governante fantoche sob o controle de Dong Zhuo. Em 190, quando uma coalizão de senhores da guerra regionais lançou uma campanha punitiva contra Dong Zhuo em nome da libertação do Imperador Xian, Dong Zhuo ordenou a destruição da capital imperial, Luoyang, e realocou à força a capital imperial junto com seus residentes para Chang'an. Após o assassinato de Dong Zhuo em 192, o imperador Xian caiu sob o controle de Li Jue e Guo Si, dois ex-subordinados de Dong Zhuo. Os vários senhores da guerra regionais reconheceram formalmente a legitimidade do imperador Xian, mas nunca agiram para salvá-lo de ser mantido como refém.
Em 195, o Imperador Xian conseguiu escapar de Chang'an e retornar às ruínas de Luoyang durante uma rixa entre Li Jue e Guo Si, onde logo ficou preso. Um ano depois, o senhor da guerra Cao Cao liderou suas forças em Luoyang, recebeu o Imperador Xian, tomou-o sob sua proteção e o escoltou até Xu, onde a nova capital imperial foi estabelecida. Embora Cao Cao pago lealdade nominal ao Imperador Xian, ele era realmente o de facto chefe do governo central. Ele habilmente usou o Imperador Xian como um "trunfo" para reforçar sua legitimidade ao atacar e eliminar senhores da guerra rivais em sua busca para reunificar o Império Han sob o governo do governo central. O sucesso de Cao Cao parecia inevitável até o inverno de 208-209, quando ele perdeu a batalha decisiva de Red Cliffs contra os senhores da guerra do sul Sun Quan e Liu Bei. A batalha pavimentou o caminho para o subsequente surgimento dos Três Reinos, mais tarde de Wei, Shu e Wu.
No final de 220, alguns meses após a morte de Cao Cao, o sucessor de Cao Cao, Cao Pi, forçou o imperador Xian a abdicar do trono para ele. Ele então estabeleceu o estado de Cao Wei com ele mesmo como o novo imperador - um evento que marcou o fim formal da dinastia Han e o início do período dos Três Reinos na China. O destronado imperador Xian recebeu o título de nobre duque de Shanyang (chinês: 山陽公) de Cao Pi e passou o resto de sua vida com conforto e tratamento preferencial. Ele morreu em 21 de abril de 234, cerca de 14 anos após a queda da dinastia Han.